# Орден Святого Сильвестра
Орден Святого Сильвестра (повна офіційна назва — Папський Лицарський Орден святого Сильвестра Папи, Ordine Equestre Pontifice di San Silvestro Papa) — державна нагорода Ватикану (Святого Престолу). Призначений для нагородження мирян, які мають заслуги перед католицькою церквою та Святим Престолом. Нагородження здійснюється, в основному, за професійні заслуги, передусім в галузі науки, літератури, мистецтва. Орденом можуть нагороджуватись як католики, так і представники інших конфесій.

## Історія
Орден започатковано папою Григорієм XVI 31 жовтня 1841 року буллою Cum honinum mentes. Отримав свою назву на честь папи Сильвестра I Первинно був приєднаний до ордена Золотої шпори. 7 лютого 1905 року папа Пій X відокремив орден Святого Сильвестра від ордена Золотої шпори й надав йому власний статут буллою Multum ad excitandos.

## Ступені
За структурою відповідає Папському Лицарському Ордену святого Григорія Великого, тобто має чотири класи: Великий Лицарський хрест, лицар-командор вищого класу (з зіркою), лицар-командор і лицар. П'ятий за рангом папський орден.
|       |                |                             |                         |  |
| Лицар | Лицар-командор | Лицар-командор вищого класу | Кавалер Великого хреста |  |